# سكاي شنايدر
سكاي شنايدر (بالإنجليزية: Skylar Schneider)‏ هي دراجة أمريكية، ولدت في 3 سبتمبر 1998.

## وصلات خارجية
- سكاي شنايدر على موقع الاتحاد الدولي للدراجات (الإنجليزية)
- سكاي شنايدر على موقع أرشيف الدراجات (الإنجليزية)
- سكاي شنايدر على موقع إحصائيات الدراجات الإحترافية (الإنجليزية)
- سكاي شنايدر على موقع نسبة الدراجات (الإنجليزية)